# Ochetellus vinsoni
Ochetellus vinsoni es una especie de hormiga del género Ochetellus, subfamilia Dolichoderinae. Fue descrita científicamente por Donisthorpe en 1946.

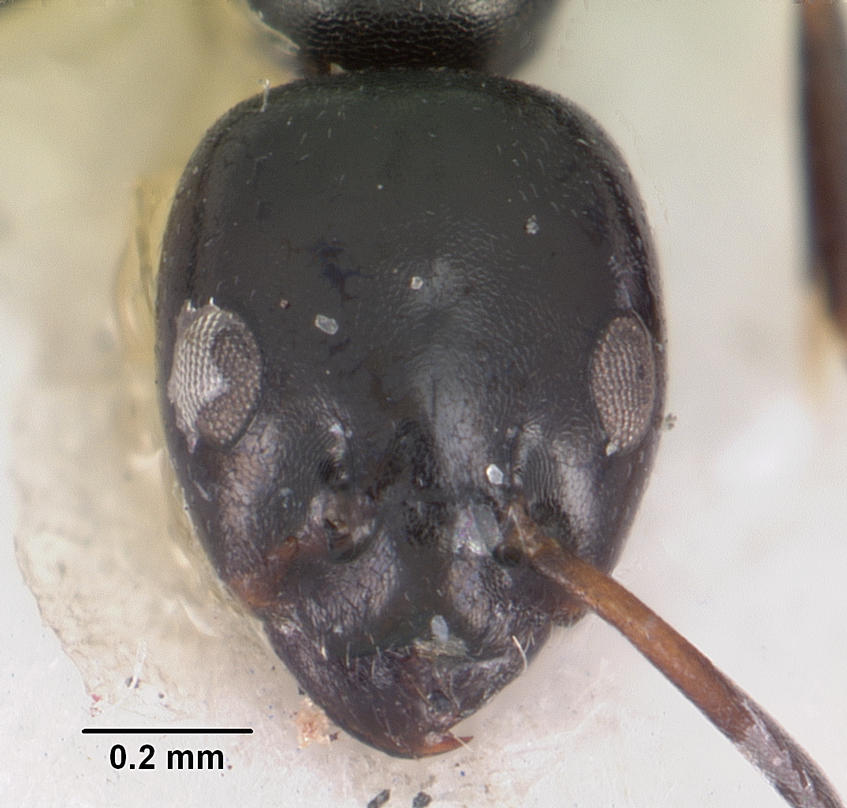
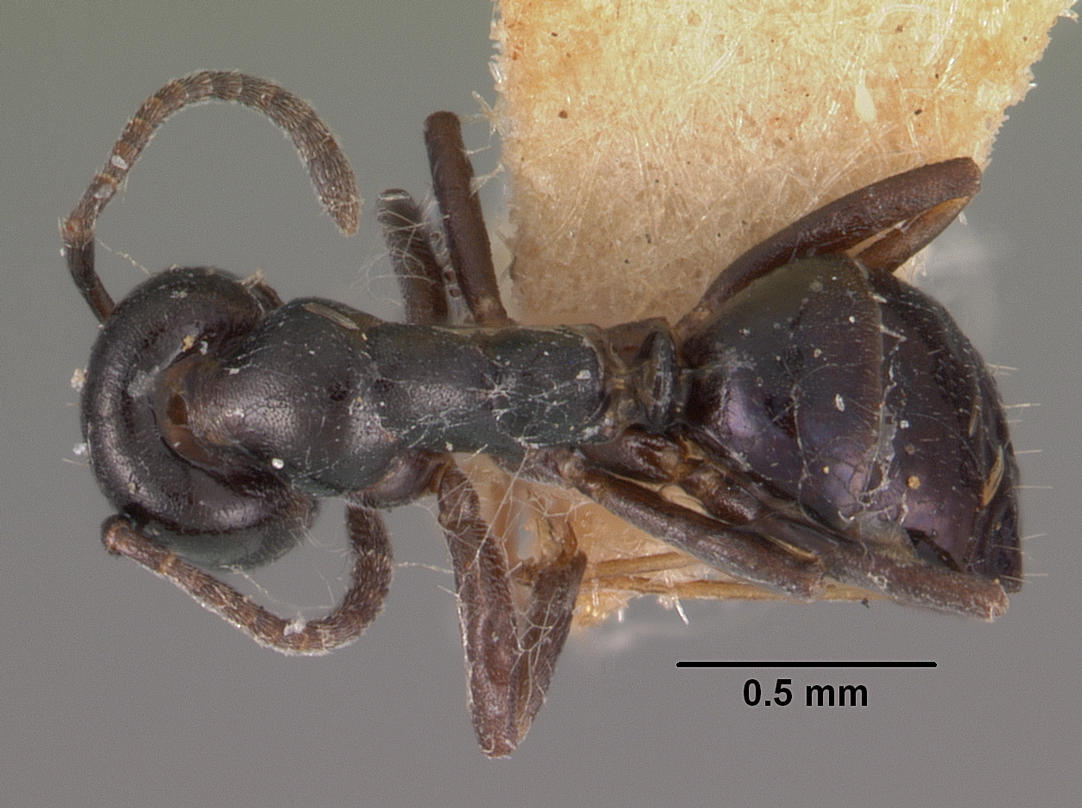
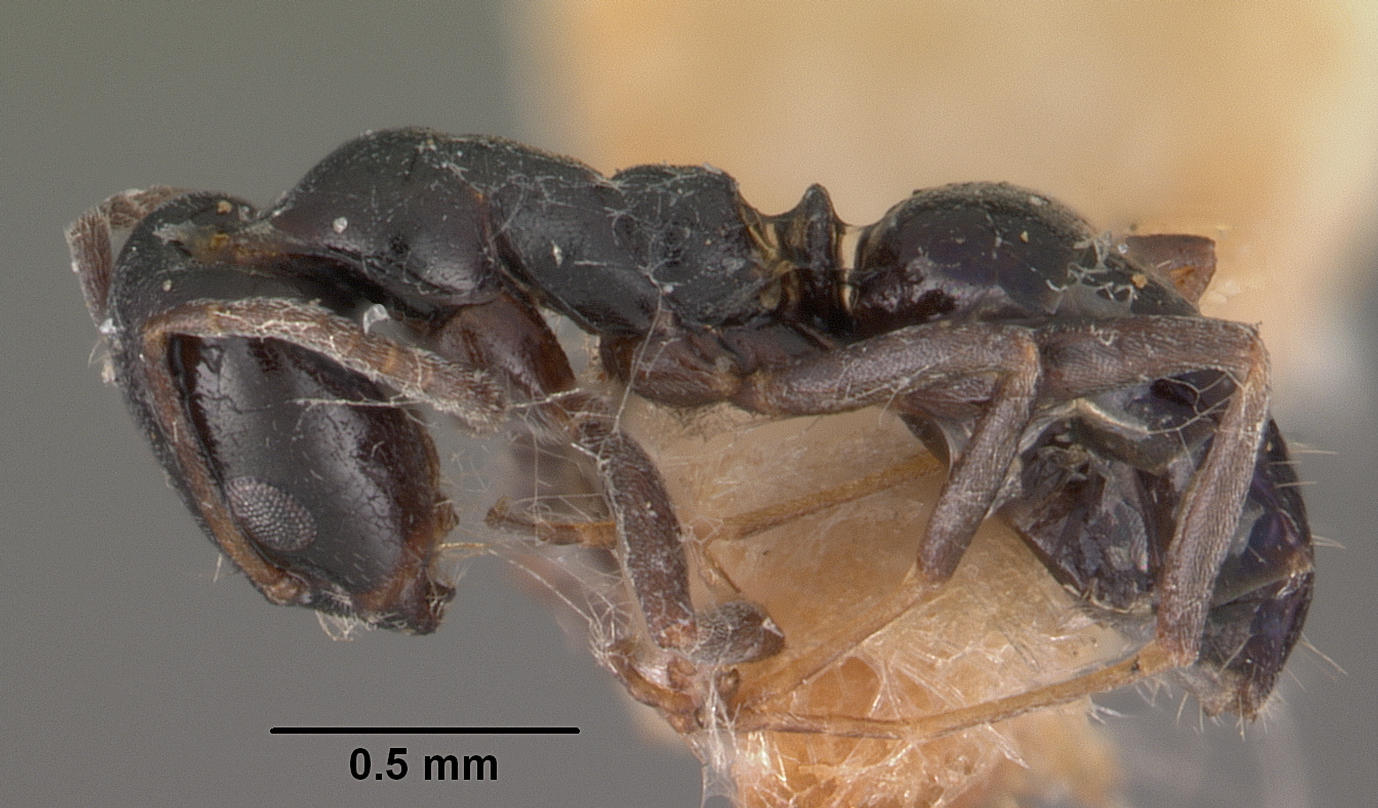

Se distribuye por Mauricio.